# Fiat Topolino
Fiat Topolino je malý automobil italského výrobce aut Fiat. Od roku 1936 do roku 1955 se ho vyrobilo celkem 520 000 kusů.
Nejvyšší rychlost tohoto auta byla 85 km/h. Cena byla velmi nízká, jen asi 8 900 it. lir.
Topolino je italský název pro myšku nebo myšáka Mickeyho (anglicky Mickey Mouse).

## Motor
- řadový čtyřválec zdvihového objemu 569 cm³ a výkonu 13k při 4 000 ot/min

## Galerie

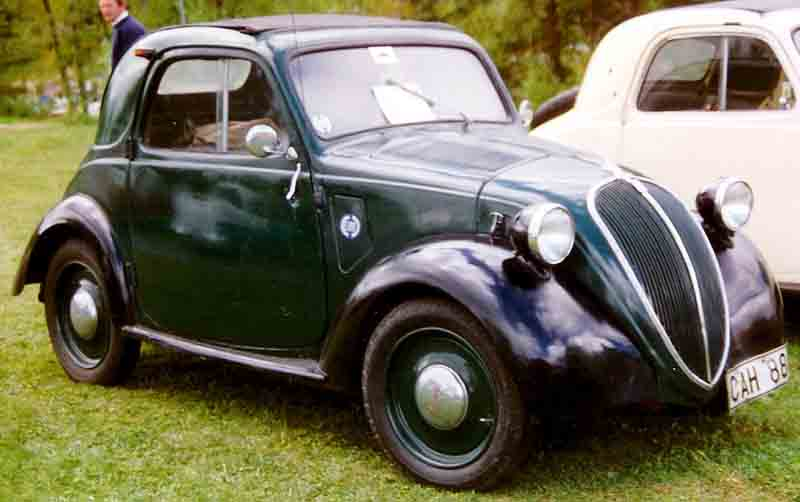
Fiat 500A 1939
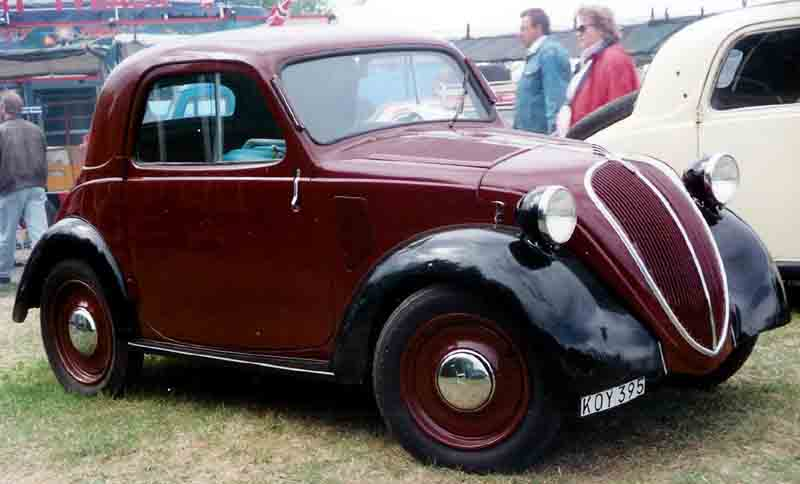
Fiat 500A Coupé 1939
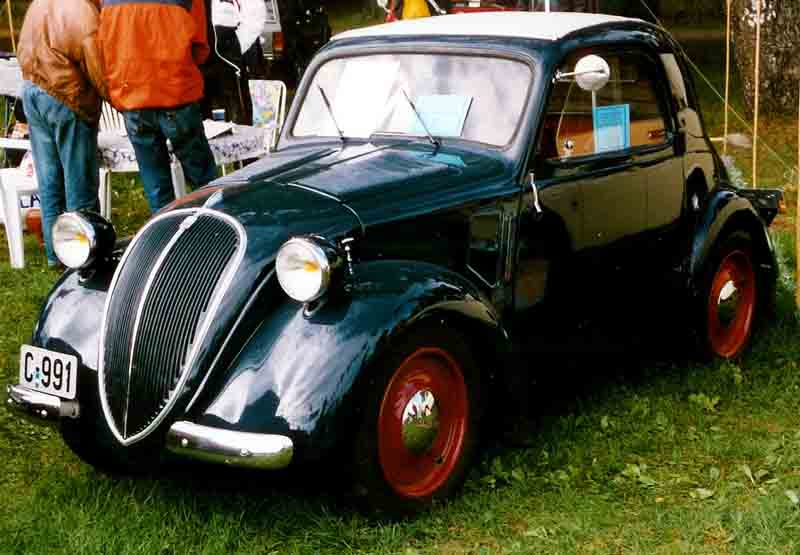
Fiat 500
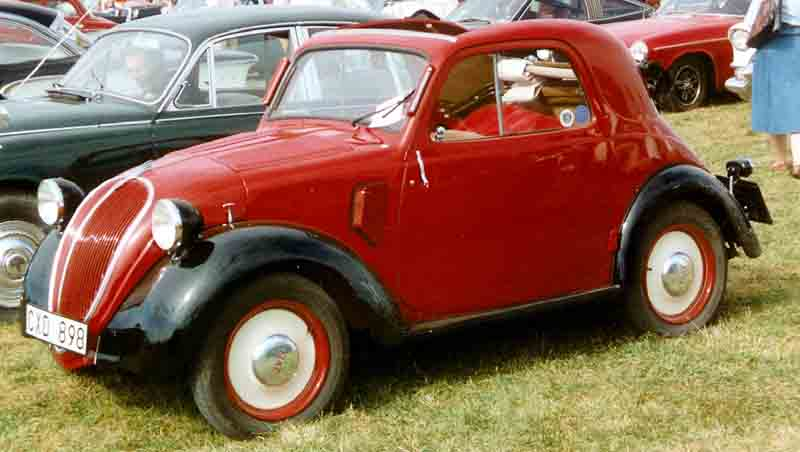
Fiat 500 kabriolet 1947
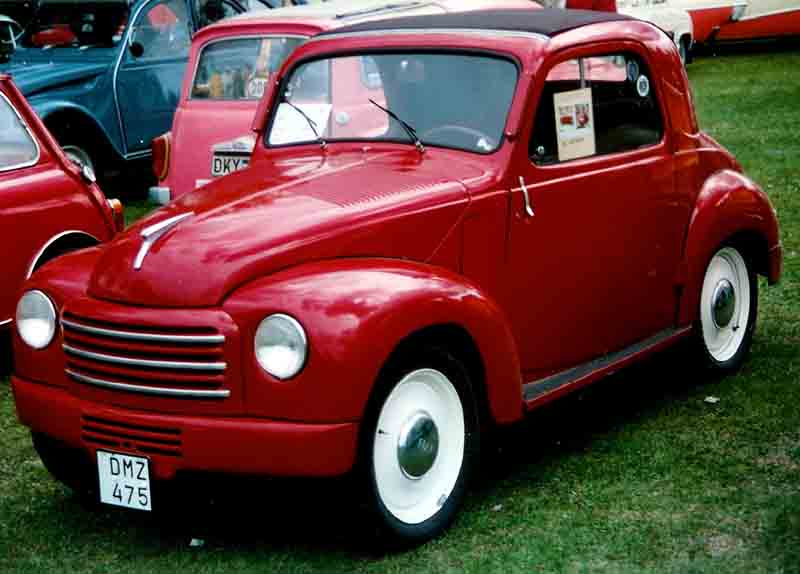
Fiat 500C Coupé 1950
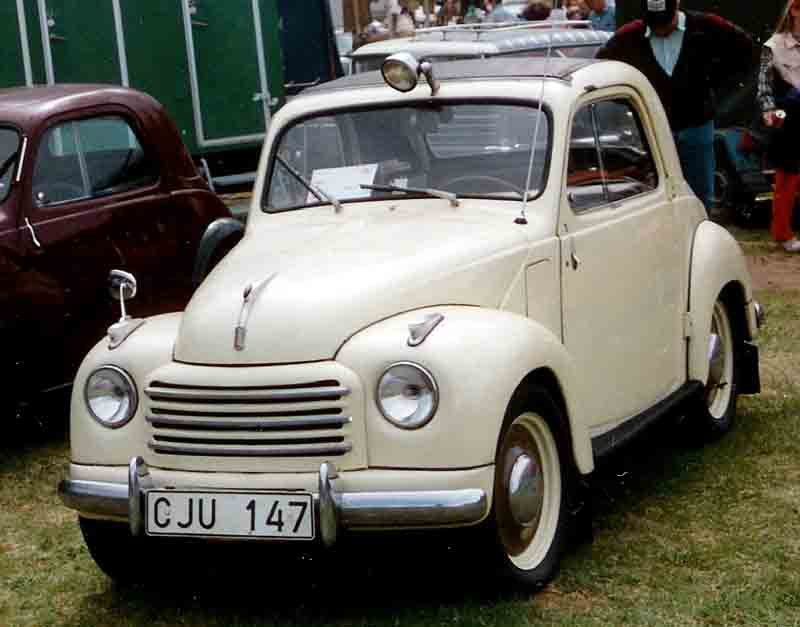
Fiat 500C 1952
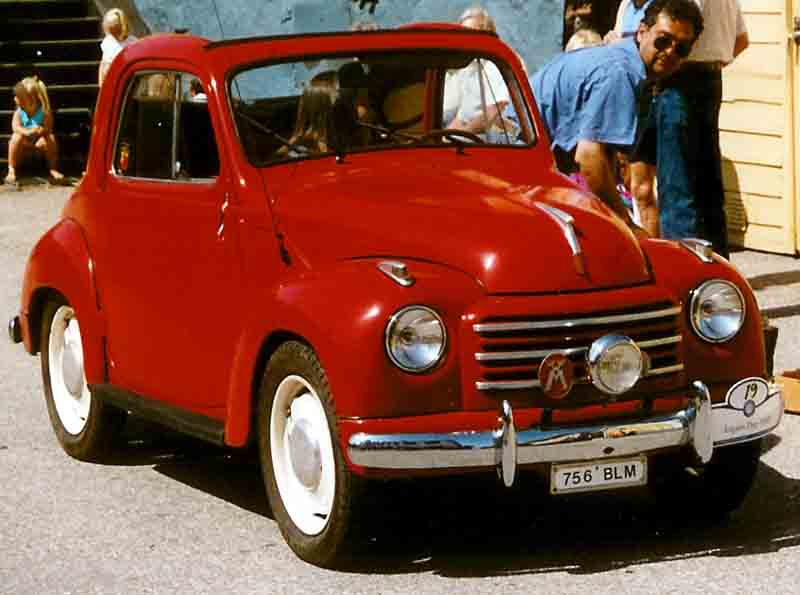
Fiat 500C kabriolet 1953
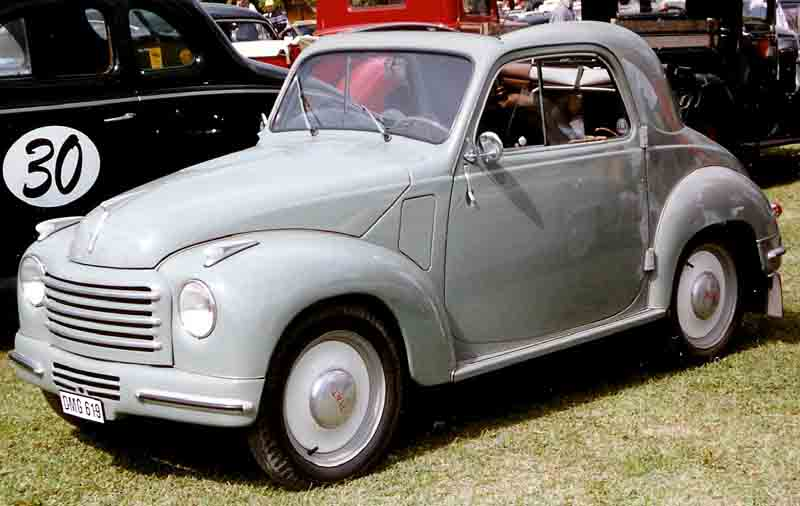
Fiat 500C kabriolet 1954
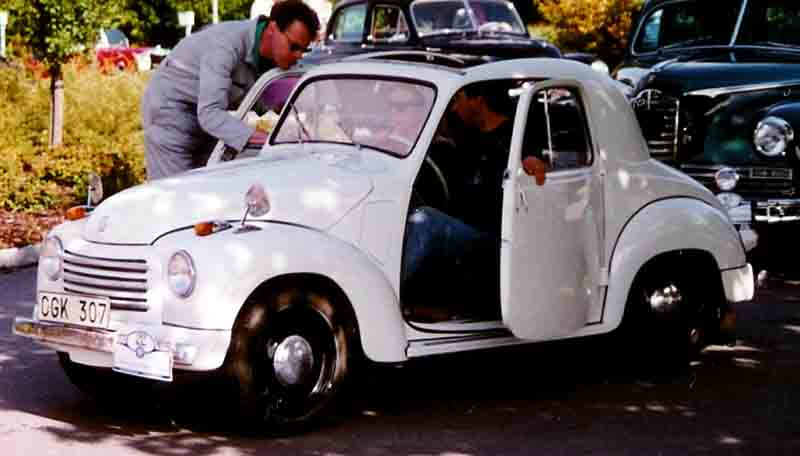
Fiat 500C kabriolet 1954
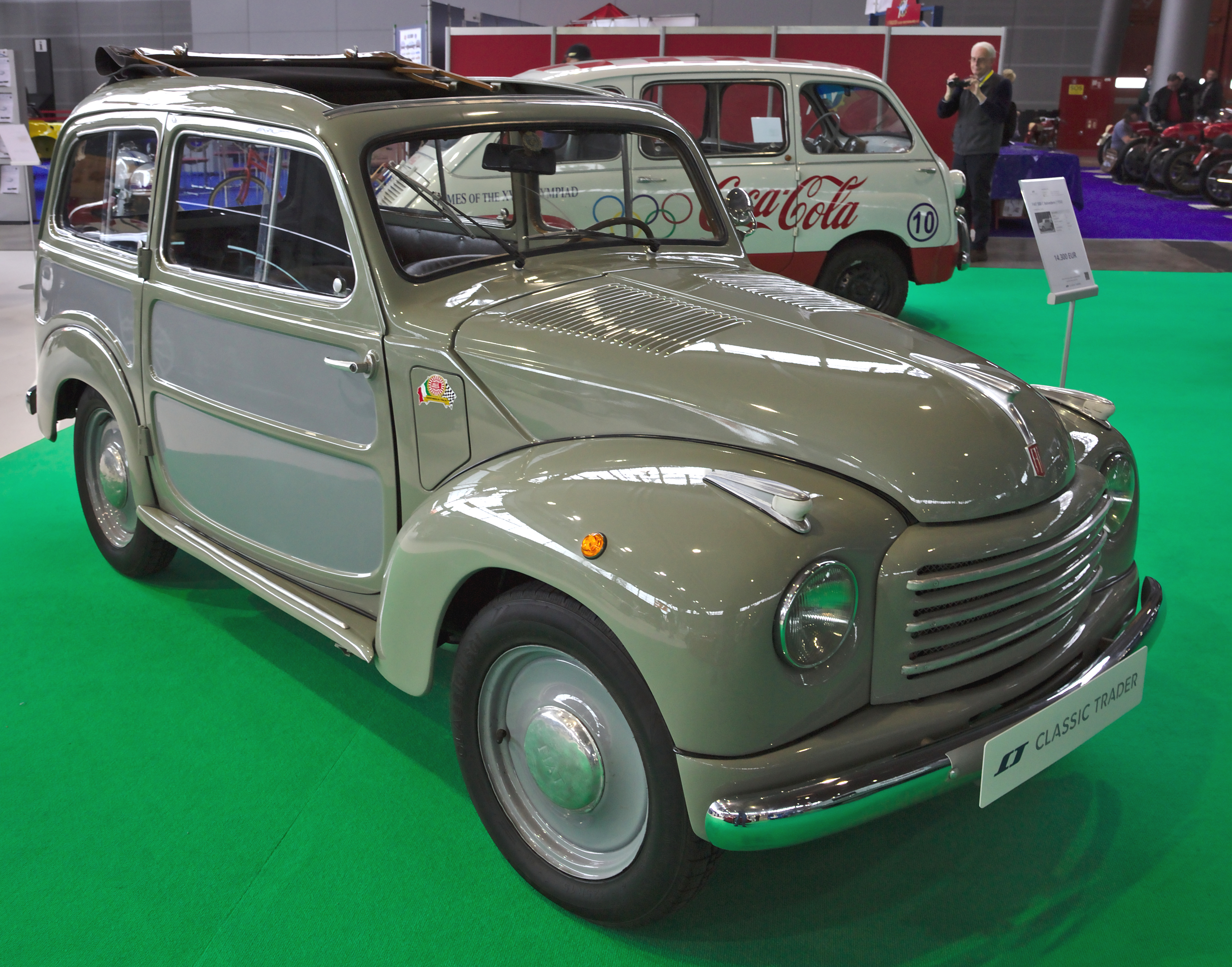
Fiat 500C Belvedere
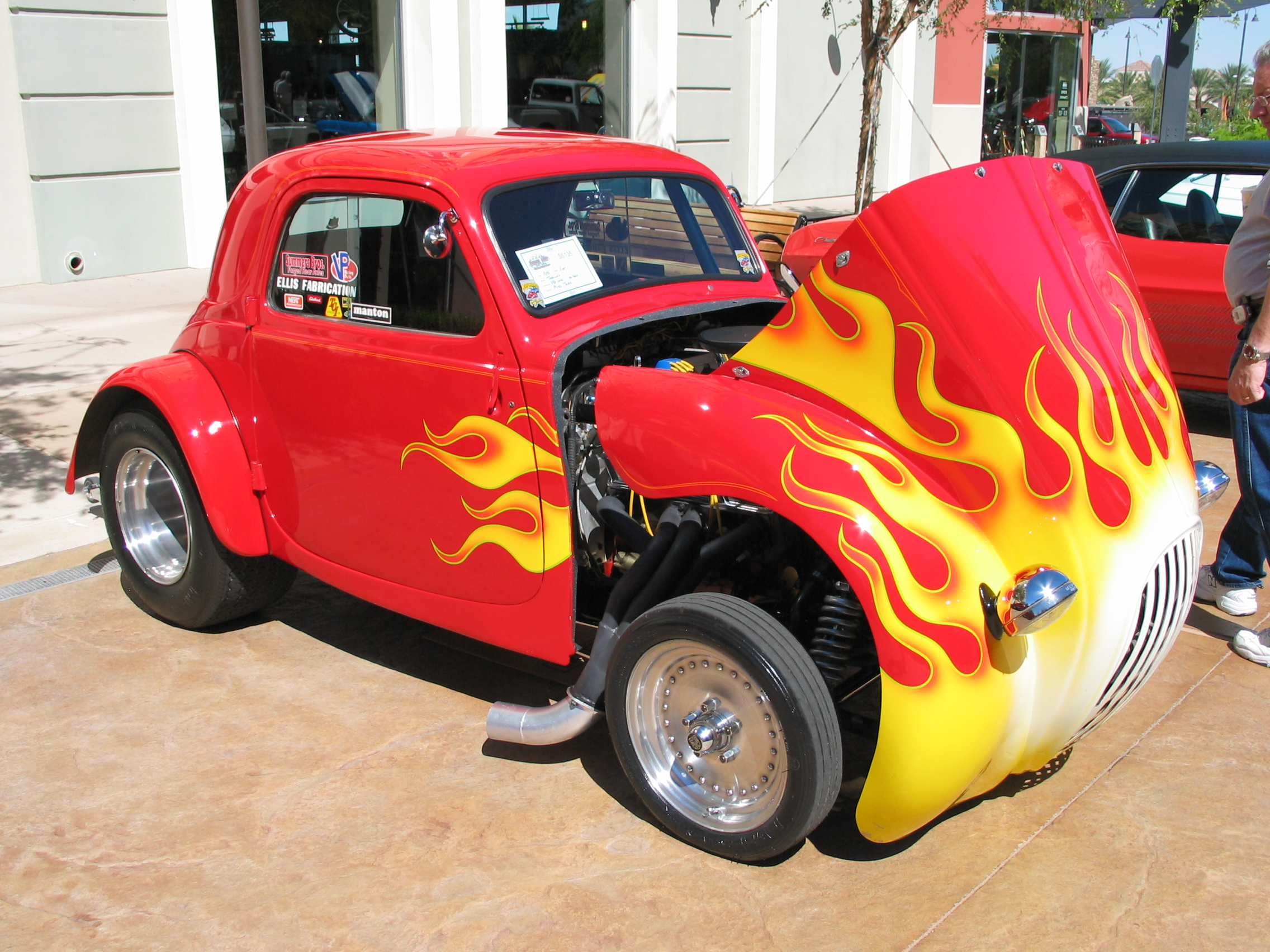
A Fiat Topolino Hotrod